# 訃報 2012年10月
訃報 2012年10月（ふほう 2012ねん10がつ）では、2012年10月に物故した、又は物故が報じられた人物についてまとめる。

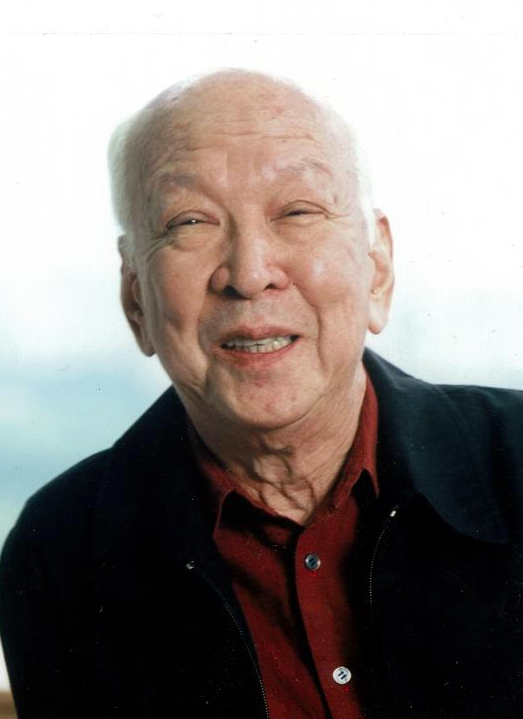
大滝秀治／10月2日没

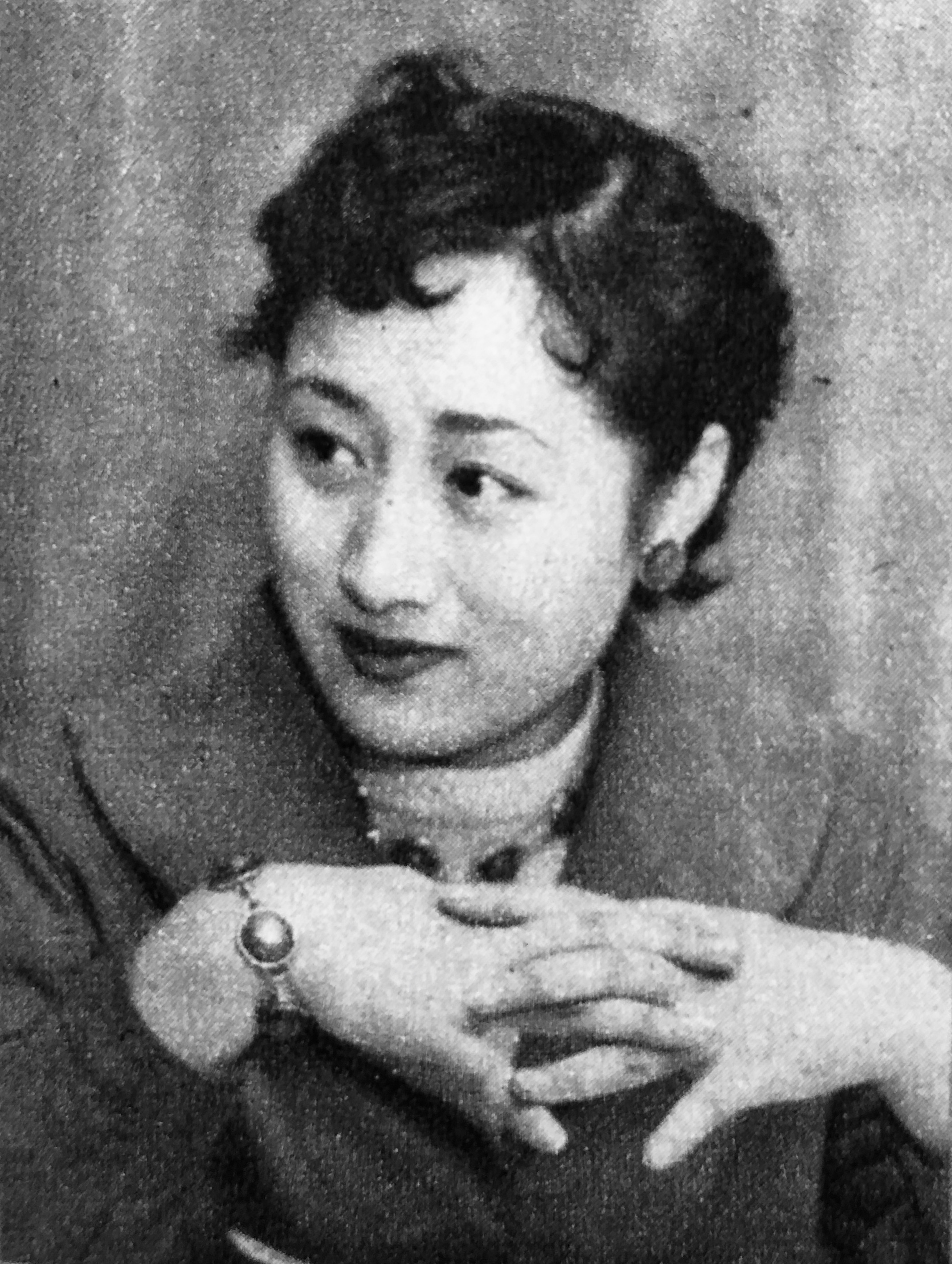
馬渕晴子／10月3日没

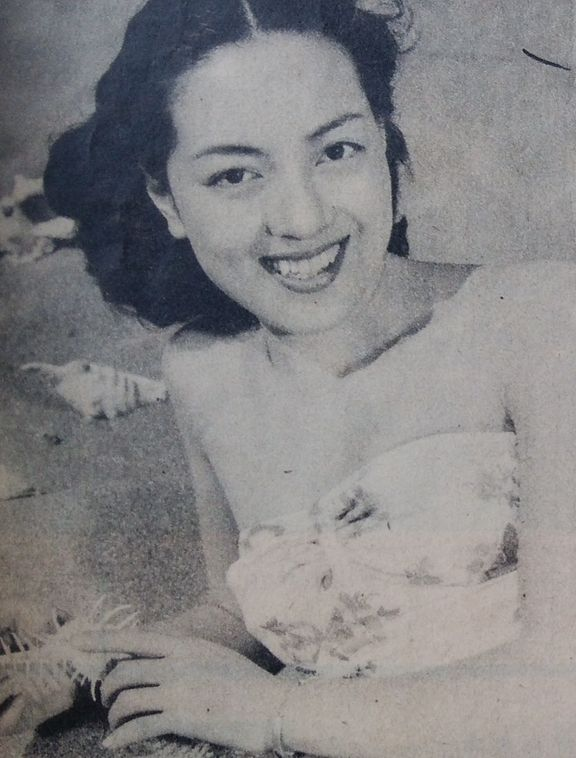
井川邦子／10月4日没

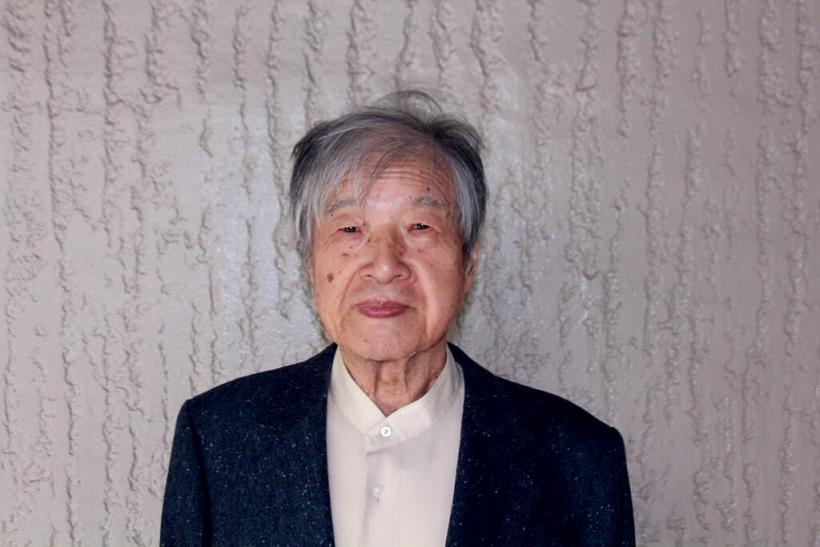
丸谷才一／10月13日没

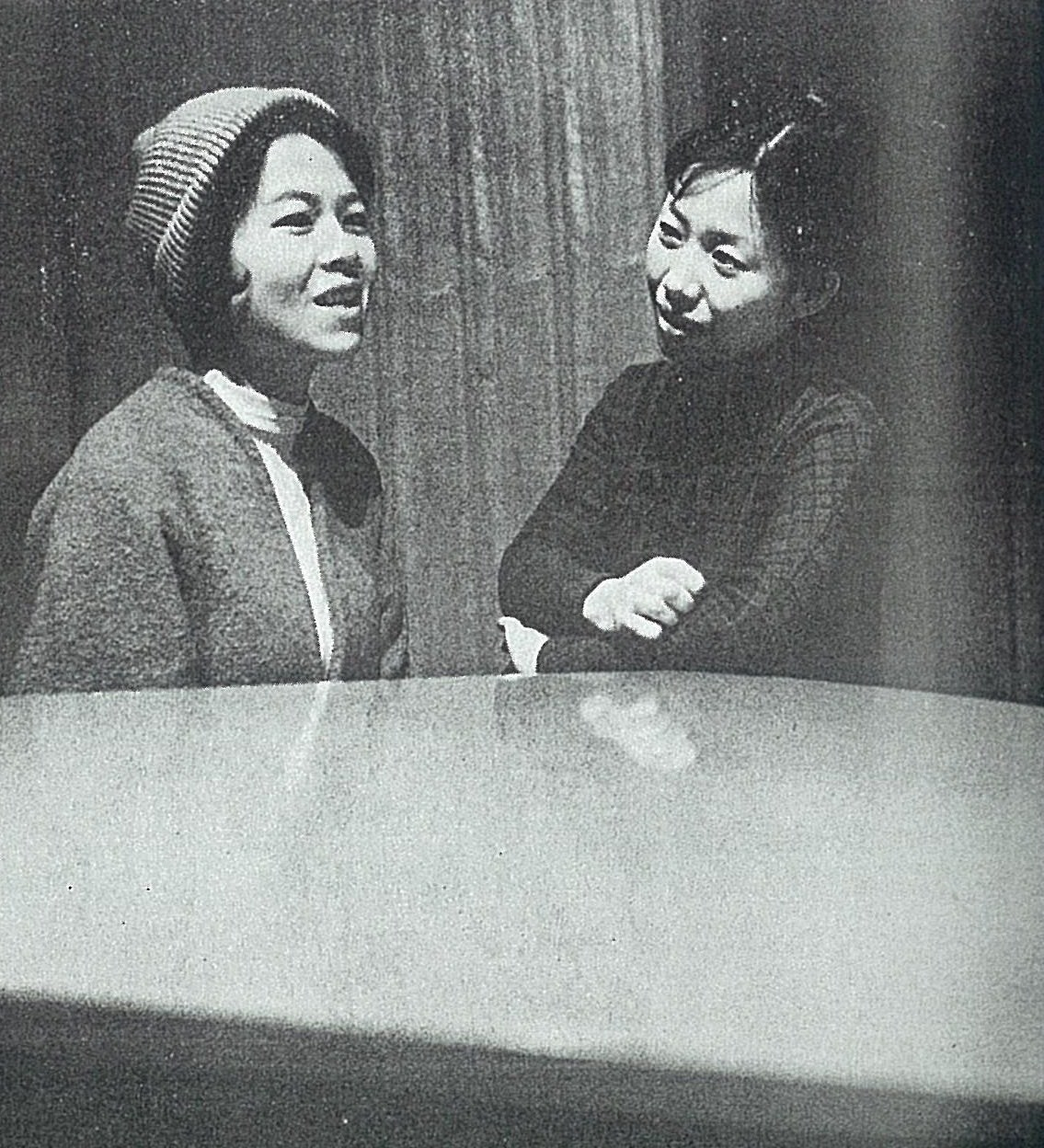
今井和子（左）／10月14日没

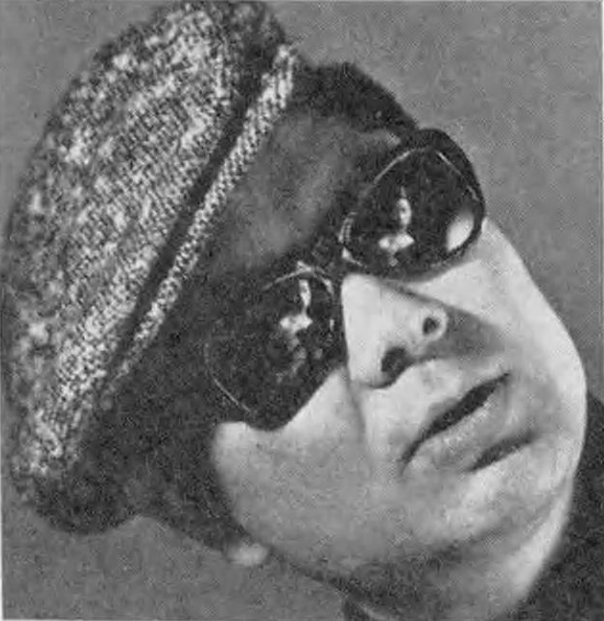
若松孝二／10月17日没

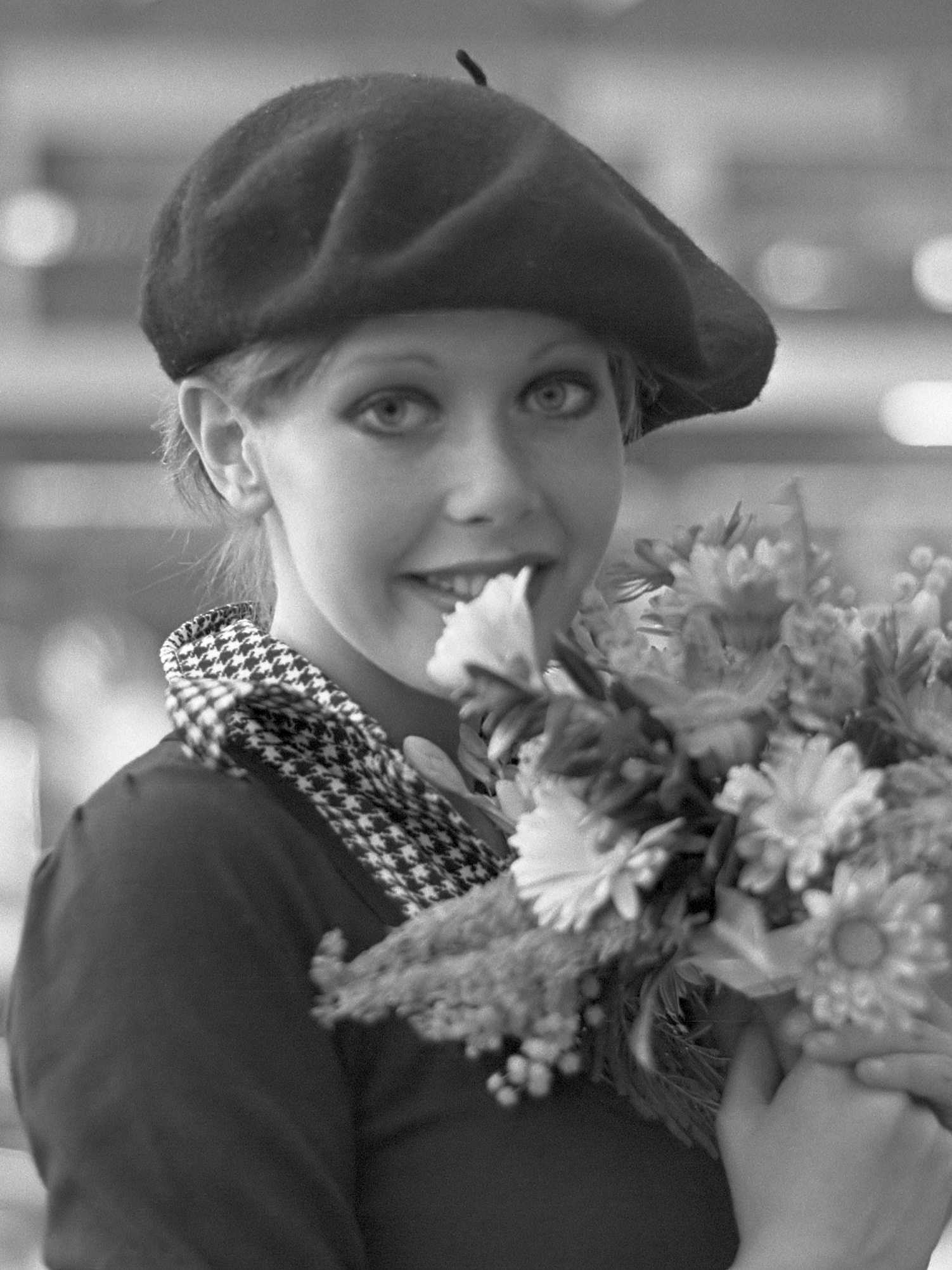
シルビア・クリステル／10月17日没

## 1日 - 15日
- 10月1日 - エリック・ホブズボーム、イギリスの歴史家、元イギリス共産党員（* 1917年）[1]
- 10月1日 - 上羽秀、日本の経営者、文壇バー「おそめ」の元マダム（* 1923年）[2]
- 10月1日 - シュロモ・ヴェネツィア（イタリア語版）、イタリアのユダヤ人作家、元アウシュヴィッツのゾンダーコマンドの一員（* 1923年）[3]
- 10月1日 - 亀高素吉、日本の実業家、神戸製鋼所元会長・社長（* 1926年）[4]
- 10月1日 - 河合護郎、日本の平和運動家、広島原爆被爆者、元広島平和文化センター理事長（* 1928年?）[5]
- 10月1日 - 松原正樹、日本の実業家、池上通信機代表取締役社長（* 1940年）[6]
- 10月1日 - 高田拓土彦、日本の脚本家（* 1945年?）
- 10月2日 - 武政北総、日本の書家、毎日書道展参与会員（* 1924年?）[7]
- 10月2日 - 大滝秀治、日本の俳優、劇団民藝代表取締役（* 1925年）[8]
- 10月2日 - ビッグ・ジム・サリヴァン、イギリスのギタリスト（* 1941年）[9]
- 10月2日（死亡報道日） - 島田和夫、日本のドラム奏者、憂歌団元メンバー（* 1954年）[10]
- 10月2日 - 金子哲雄、日本の流通ジャーナリスト（* 1971年）[11]
- 10月3日 - 千田真一、日本の政治家、元岩手県宮古市長（* 1916年?）[12]
- 10月3日 - 林精彦、日本の実業家、信越放送副社長（* 1934年?）[13]
- 10月3日 - 馬渕晴子、日本の女優（* 1936年）[14]
- 10月4日 - 天池清次、日本の労働運動家、元全日本労働総同盟会長（* 1914年）[15]
- 10月4日 - 井川邦子、日本の女優（* 1923年）[16]
- 10月5日 - エドヴァルド・ミルゾヤン、アルメニアの作曲家（* 1921年）[17]
- 10月5日 - クロード・ピノトー、フランスの映画監督、『ラ・ブーム』の監督（* 1925年）[18]
- 10月5日 - 岩浪洋三、日本のジャズ評論家、元スイングジャーナル編集長、尚美学園大学客員教授（* 1933年）[19]
- 10月5日 - 室井東志生、日本画家、日展理事（* 1935年）[20]
- 10月5日 - 河合一慶、日本の漫画家（* 1947年）[21]
- 10月6日 - 福原朝悦、日本の野球指導者、首里高校野球部元監督（* 1928年?）[22]
- 10月6日 - シャドリ・ベンジェディド（英語版）、アルジェリア民主人民共和国の政治家、第4代大統領（* 1929年）[23]
- 10月7日 - 金井昭堂、日本の書家、毎日書道展参与会員（* 1931年?）[24]
- 10月7日 - 斎藤郁子、日本の演劇人、劇団SCOT（元早稲田小劇場）制作責任者（* 1942年?）[25]
- 10月7日 - 谷間夢路、日本の漫画家（* 1943年）[26]
- 10月7日 - 加藤一夫、日本の経済学者（* 1925年）[27]
- 10月8日 - エリック・ローマクス、イギリスの元軍人、旧日本軍の元捕虜、『泰緬鉄道 癒される時を求めて』の著者（* 1919年）[28]
- 10月8日 - 田岡満、日本の実業家、日本港運協会元副会長（* 1943年）[29]
- 10月9日 - パディ・ロイ・ベーツ、イギリスの元軍人、シーランド公国建国者（* 1921年）[30]
- 10月9日 - 奥田惠遠、日本の僧侶、常照寺元住職（* 1927年?）[31]
- 10月9日 - 吉本和子、日本の俳人、吉本隆明の妻、ハルノ宵子・よしもとばななの母（* 1927年）[32]
- 10月9日 - 大山克巳、日本の新国劇俳優（* 1930年）[33]
- 10月9日 - 青木宏悦、日本の実業家、青木あすなろ建設会長（* 1931年?）[34]
- 10月9日 - 山本孝、日本の能楽師【大鼓方大倉流】（* 1936年）[35]
- 10月9日 - 玉垣直美、日本の舞踊評論家（* 1946年?）[36]
- 10月10日 - 首藤堯、日本の元内務官僚、元自治事務次官（* 1923年?）[37]
- 10月10日 - 今井隆吉、日本の元外交官、メキシコ合衆国元駐箚特命全権大使（* 1929年?）[38]
- 10月10日 - 近藤司、日本の画家、日本映画の美術デザイナー（* 1931年）[39]
- 10月10日 - マーク・ポスター、アメリカ合衆国の歴史学者、カリフォルニア大学アーバイン校教授 （* 1941年）[40]
- 10月10日 - ヨス・ヒュイスマンス、ベルギー王国出身の元自転車競技（ロードレース）選手（* 1941年）[41]
- 10月10日 - 野上ふさ子、日本の活動家、動物愛護・環境保護運動家（* 1949年）[42]
- 10月11日 - 長尾憲彰、日本の僧侶、常寂光寺元住職（* 1927年?）[43]
- 10月11日 - 宮澤信雄、日本のジャーナリスト、元NHKアナウンサー、水俣病問題研究者（* 1936年?）[44]
- 10月11日 - ヘルムート・ハーラー、ドイツ出身の元サッカー選手（* 1939年）[45]
- 10月11日 - 東祥高、日本の作曲家（* 1948年?）[46]
- 10月12日 - 溝田弘利、日本の企業家、溝田旗工業元社長、エドモンズ大学日本校元理事長、元神戸市議会議員（* 1931年）[47]
- 10月12日 - 吉田かおり、日本のお笑い芸人、お笑いコンビ西川まさと・吉田かおりメンバー（* 1967年）[48]
- 10月13日 - 今道友信、日本の美学者、中世哲学研究者、東京大学名誉教授（* 1922年）[49]
- 10月13日 - 丸谷才一、日本の小説家、文芸評論家、翻訳家、文化勲章受章者（* 1925年）[50]
- 10月13日 - 二代目古今亭圓菊、日本の落語家（* 1928年）[51]
- 10月13日 - 山田吾一、日本の俳優（* 1933年）[52]
- 10月13日 - 手塚喬介、日本の英文学者、青山学院大学名誉教授（* 1935年）[53]
- 10月13日 - チョ・ギョンファン、大韓民国の俳優、『宮廷女官チャングムの誓い』のオ・ギョモ役（* 1945年）[54]
- 10月13日 - 角裕行、日本の陸上自衛官、陸将（* 1950年）[55]
- 10月14日 - 柴田梵天、日本の教育者、学校法人国士舘館長（* 1917年?）[56]
- 10月14日 - アーレン・スペクター、アメリカ合衆国の政治家、弁護士、元上院議員（* 1930年）[57]
- 10月14日 - 今井和子、日本の舞台俳優、声優（* 1932年）[58]
- 10月14日 - 日吉一郎、日本の政治家、愛媛県今治市市議会議員（* 1947年）[59]
- 10月14日 - 成田一徹、日本の切り絵作家（* 1949年）[60]
- 10月14日 - カイル・ベネット、アメリカのBMX選手（* 1979年）[61]
- 10月15日 - クロード・シェソン、フランス共和国の政治家【社会党】、元外務大臣（* 1920年）[62]
- 10月15日 - ノロドム・シハヌーク、カンボジアの王族、政治家、カンボジア王国元国王（* 1922年）[63]
- 10月15日 - 乙川良英、日本の宗教家、元曹洞宗宗務総長（* 1927年?）[64]
- 10月15日 - マリア・ロサ・メノカル、アメリカ合衆国の中世研究者、文献学者（* 生年不明）[65]

## 16日 - 31日
- 10月16日 - エディ・ヨスト、アメリカ合衆国の元プロ野球選手【ワシントン・セネタース】（* 1926年）[66]
- 10月17日 - スタンフォード・ロバート・オブシンスキー、アメリカ合衆国の発明家、科学者、エナジー・コンバージョン・デバイセズ創立者（* 1922年）[67]
- 10月17日 - 若松孝二、日本の映画監督、映画プロデューサー、脚本家（* 1936年）[68]
- 10月17日 - シルビア・クリステル、オランダの俳優（* 1952年）[69]
- 10月18日 - 柿谷理実、日本の書家、毎日書道展審査会員（* 1922年?）[70]
- 10月18日 - スレーター・マーティン、アメリカ合衆国の元プロバスケットボール選手、1982年NBA殿堂入り（* 1925年）[71]
- 10月18日 - ブレイン・ダメージ、アメリカ合衆国のプロレスラー（* 1977年）[72]
- 10月19日 - フィオレンツォ・マーニ、イタリア共和国の元自転車競技選手（* 1920年）[73]
- 10月19日 - 宇佐美圭司、日本の画家（* 1940年）[74]
- 10月19日 - 西田美昭、日本の歴史学者（経済学史）、東京大学名誉教授（* 1940年）[75]
- 10月19日 - K・T、日本の指名手配犯、徳島・淡路父子放火殺人事件の容疑者（* 1960年?）[76][77]
- 10月20日 - 黒田耕司、日本の実業家、東宝演劇部プロデューサー（* 1916年）[78]
- 10月20日 - エドワード・ドナル・トーマス、アメリカ合衆国の内科医、骨髄移植の開発者、1990年ノーベル生理学・医学賞受賞者（* 1920年）[79]
- 10月20日 - レイモンド・L・ワトソン、アメリカ合衆国の企業家、元ウォルト・ディズニー・カンパニー会長（* 1926年）[80]
- 10月20日（遺体発見日） - 大槻慎一、日本のフリーカメラマン、大槻ケンヂの兄（* 1964年）[81]
- 10月21日 - ジミー・ツトム・ミリキタニ、アメリカの路上画家（* 1920年）[82]
- 10月21日 - ジョージ・マクガヴァン、アメリカ合衆国の政治家、元下院・上院議員【民主党】、1972年大統領選挙候補者（* 1922年）[83]
- 10月21日 - OSAMU、日本のレーシングドライバー（* 1958年）[84]
- 10月22日 - 太田蘭三、日本の小説家（* 1929年）[85]
- 10月22日 - ラッセル・ミーンズ、アメリカ合衆国のラコタ・スー族の活動家、俳優、アメリカインディアン運動(AIM)のスポークスマン（* 1939年）[86]
- 10月23日 - ヴィルヘルム・ブラッセ（ポーランド語版）、ポーランドの写真家、アウシュヴィッツで収容者のマグショットなどを撮影した元収容者（* 1917年）[87]
- 10月23日 - 内藤昌、日本の建築史家、名古屋工業大学名誉教授（* 1932年）[88]
- 10月23日 - 江波戸昭、日本の地理学者、明治大学名誉教授（* 1932年）[89]。
- 10月24日 - マーガレット・オズボーン・デュポン、アメリカ合衆国のテニス選手、1967年国際テニス殿堂入り（* 1918年）[90]
- 10月25日 - ジャック・バーザン、アメリカ合衆国の哲学者、歴史家（* 1907年）[91]
- 10月25日 - 大西静城、日本の俳人（* 1921年?）[92]
- 10月25日 - 西川孟、日本の写真家（* 1925年）[93]
- 10月25日 - エマニュエル・スチュワード、アメリカ合衆国のボクシングトレーナー、1996年国際ボクシング殿堂入り（* 1944年）[94]
- 10月26日 - 長野洋、日本の脚本家（* 1934年）[95]
- 10月26日 - 宮本直毅、日本の囲碁棋士（* 1934年）[96]
- 10月26日 - 佐藤博、日本のシンガーソングライター、ピアニスト、キーボーディスト、作曲家、編曲家（* 1947年）[97]
- 10月26日 - 桑名正博、日本の歌手、実業家（* 1953年）[98]
- 10月27日 - 小西俊造、日本の医学者、元山口大学学長（* 1919年?）[99]
- 10月27日 - 大野豊、日本の工学者、マルスの開発者、京都大学名誉教授（* 1924年）[100]
- 10月27日 - ハンス・ヴェルナー・ヘンツェ、ドイツの作曲家（* 1926年）[101]
- 10月27日 - 青田昌秋、日本の雪氷学者、北海道立オホーツク流氷科学センター所長、北海道大学名誉教授（* 1938年）[102]
- 10月28日 - セルジュ・ルノー、フランスの科学者、フレンチパラドックスの提唱者（* 1927年?）[103]
- 10月29日 - 志賀信夫、日本の放送評論家（* 1929年）[104]
- 10月29日 - 春山右濤、日本の書家、毎日書道展審査会員（* 1931年?）[105]
- 10月29日 - 石川進、日本の歌手、声優、俳優（* 1933年）[106][107]
- 10月29日 - ウォーレス・サージェント、アメリカ合衆国の天文学者（* 1935年）[108]
- 10月29日 - 山尾啓一、日本の実業家、マックスバリュ北海道社長（* 1952年?）[109]
- 10月30日 - 藤本義一、日本の小説家、タレント、直木三十五賞受賞者、『11PM』司会者（* 1933年）[110]
- 10月30日 - レベウス・ウッズ、アメリカ合衆国の建築家・芸術家、アンビルト・アーキテクト（* 1935年）[111]
- 10月31日 - ガエ・アウレンティ、イタリアの建築家、1991年世界文化賞受賞者（* 1927年）[112]